# Іскакова Разія Шакенівна
Разія́ Шаке́нівна Іска́кова (каз. Рәзия Шәкен-қызы Ысқақова; 25 жовтня 1922–2010) — радянський військовий медик часів Другої світової війни, нагороджена медаллю імені Флоренс Найтінгейл (1975).

## Життєпис
Народилась на станції Тюмень-Арик, нині — село Томенарик Жанакорганського району Кизилординської області Казахстану. У 1939 році закінчила Чимкентський медичний технікум, завідувала сільським медичним пунктом. У 1940 році працювала на розширенні каналу імені Кірова.
З початком німецько-радянської війни 29 вересня 1941 року призвана Чимкентським РВК Казахської АРСР до лав РСЧА. Воювала на Південно-Західному, Брянському, Воронезькому та 1-му Українському фронтах: воєнфельдшер 59-го окремого медико-санітарного батальйону 102-ї стрілецької дивізії, згодом — старший фельдшер медико-санітарного взводу 55-ї гвардійської танкової бригади. Отримала поранення і контузію.
Демобілізована 4 червня 1946 року. Працювала старшою медичною сестрою Чимкентської міської лікарні. У 1948—1959 роках обиралась депутатом Чимкентської обласної ради.

## Нагороди
У 1975 році удостоєна почесної нагороди Міжнародного комітету Червоного Хреста — медаллю імені Флоренс Найтінгейл.
Нагороджена орденами Вітчизняної війни 2-го ступеня (11.03.1985), Червоної Зірки (02.05.1945), медалями, у тому числі «За відвагу» (07.02.1945) та «10 років незалежності Республіки Казахстан» і Почесними грамотами Президента Республіки Казахстан до 50-ї і 55-ї річниці перемоги у Другій світовій війні.